# Давід Зец
Давід Зец (словен. David Zec, нар. 5 січня 2000, Крань, Словенія) — словенський футболіст, центральний захисник клубу «Гольштайн Кіль».

## Клубна кар'єра

### Виступи на батьківщині
Народився 5 січня 2000 року. Футболом розпочав займатися з 7-річного віку в дитячо-юнацькій академії «Триглаву». Пройшов усі щаблі дитячих, юнацьких та молодіжних команд клубу з Крані, швидко ставши гравцем основного складу. Після виступів виключно за команду U-15 в сезоні 2013/14 років, також залишався основним захисником команди й наступного сезону, а навесні 2015 року 15-річний Давід дебютував у 1-й словенській юніорській лізі. Починаючи з сезону 2015/16 років, в якому відзначився 2-ма голами в 25-ти матчах, став основним футболістом юніорської команди. Завдяки швидкому прогресу вже починаючи з сезону 2016/17 років виступав у Першій молодіжній лізі Словенії, де грав проти старших за віком гравців. У «молодіжці» «Триглаву» також швидко став основним гравцем. Наприкінці сезону 2016/17 років дебютував за першу команду клубу, яка виступала в Другій лізі Словенії.
Під керівництвом тренера Синиши Бркича вперше потрапив до заявки 30 квітня 2017 року на нічийний (3:3) домашній поєдинок Другої ліги проти «Драви Плуй», але на поле так і не вийшов. У дорослому футболі дебютував в наступному турі Другої ліги, вийшовши на поле в стартовому складі переможного (3:2) поєдинку проти «Крки», при чому на 90+3-й хвилині відзначився голом у воротах команди-суперниці. Синиша Бркіч довірив Давіду місце в стартовому складі й в останньому поєдинку чемпіонату Словенії 2016/17 проти «Брежиці 1919», Зец зіграв увесь матч і допоміг перемогти своєму клубу з рахунком 4:0. Як переможець Другої ліги отримав путівку до Першої ліги Словенії, де швидко став основним футболістом. У своєму єдиному сезоні в еліті словенського футболу зіграв у 29-ти (з 36-ти) можливих матчів чемпіонату, а «Триглав» посів 9-те місце, через що змушений був грати плей-оф за збереження місця в Першій лізі з віце-чемпіоном Другої ліги, «Дравою». Клуб з Крані виграв це плей-оф і залишився в еліті словенського футболу на наступний сезон.

### Виступи в Португалії
Завдяки вдалим виступам інші європейські клуби дізналися про молодого словенця. 31 травня 2018 року лісабонська «Бенфіка» оголосила про підписання контракту з 18-річним словенцем. Про трансфер сторони домовилися ще в січні 2018 року, але клуби узгодили можливість виступів Давіда в Триглаві до завершення сезону. Окрім цього, за неофіційною інформацією, сума відступних склала 250 000 євро. У Португалії до професіонального футболу потапив через команду U-19 в другу команду «Бенфіки», яка виступала в Сегунда-Лізі. Потім періодично потрапляв на лаву запасних другої команди португальського гранду, але дебютувати в другому дивізіоні Португалії словенцю не вдавалося до середини лютого 2020 року. До того ж Бруно Лаге, якого на початку року призначили тренером першої команди, та його тимчасового помічника Нельсона Верісімо, який слідував за ним, навряд чи розглядали Давіда як гравця основи. 16 лютого 2019 року у переможному (1:0) виїзному поєдинку проти «Варжима» центрального захисника випустив у стартовому складі Ренато Пайва, під керівництвом якого до січня того ж року Зец виступав у команді U-19, призначеного головним тренером другої команди. Словенець відіграв увесь матч. У трьох наступних матчах Давід знову виходив на поле в стартовому складі, але оскільки команда зазнала трьох поразок, том Пайва вирішив замість Давіда поставити іншого центрального захисника. Просидів на лаві запасних у наступних двох матчах, після чого двічі поспіль виходив у стартовому складі, але потім до завершення сезону його не використовували. І лише в програному (1:5) поєдинку останнього туру Сегунда-Ліги проти «Браги Б», де він на 59-й хвилині отримав другу жовту картку й достроково залишив футбольне поле. Сегунда-Лігу 2018/19 з другою командою «Бенфіки» завершив на четвертому місці, а з Бенфікою Жуніорс, прізвисько команди U-19, став срібним призером Юнацького чемпіонату Португалії. У сезоні 2019/20 років за другу команду «Бенфіки» майже не грав, виходив на поле лише в 2 поєдинках Сегунда-Ліги.

### «Рух» (Львів)
На початку жовтня 2020 року перейшов у «Рух».

## Кар'єра в збірній
Перший міжнародний досвід отримав з травня по червень 2016 року, коли у складі юнацької збірної Словенії U-16 зіграв у 6-ти матчах. У серпні 2016 року виступав вже за юнацьку збірну Словенії (U-17), за яку до кінця березня 2017 року зіграв 12 матчів та відзначився 1 голом. Окрім восьми товариських матчів, провів один поєдинок кваліфікації чемпіонату Європи U-17 (у жовтні 2016 року) та всі три матчі елітарного етапу кваліфікації у березні 2017 року. У 7-й групі словенці стали третіми й, таким чином, не змогли потрапити на фінальний турнір у Хорватії. У період із серпня 2017 року по квітень 2018 року зіграв у чотирьох міжнародних матчах збірної Словенії (U-18), де також відзначився одним голом, а також одночасно використовувався в юнацькій збірній Словенії (U-19).
В юнацькій збірній Словенії (U-19) дебютував 15 серпня 2017 року в товариському матчі проти однолітків з ОАЕ. У серпні того ж року зіграв у ще двох товариських матчах збірної, а в жовтні зіграв два поєдинки кваліфікації чемпіонату Європи (U-19) 2018. Потім пройшло одинадцять місяців, перш ніж Зеца знову викликали на міжнародний матч збірної U-17. У вересні 2018 року зіграв два товариські матчі за рідну країну, а місяць по тому вийшов з командою на чемпіонат Європи U-19 у 2019 році. Він провів усі три матчі першого кваліфікаційного групового етапу й вийшов зі словенцями до наступного елітного раунду кваліфікації, які закінчили 7-му групу на другому місці, поступившись одноліткам з Угорщини. Після цього його тимчасово не викликали до юнацьких збірних країни, в березні 2019 року разом зі словенцями взяв участь в елітному раунді. На вище вказаному турнірі в групі 4 фінішував з командою на третьому місці та не зміг допомогти словенцям вийти до фіналу.
У червні 2019 року отримав виклик до молодіжної збірної Словенії, у складі якої під керівництвом Примоза Гліхи дебютував 7 червня проти Швейцарії. Три дні по тому відіграв увесь матч проти Грузії. З вересня по листопад 2019 року Давід також брав участь у чотирьох матчах збірної молодіжної збірної Словенії проти Франції, Англії, Угорщини та Португалії. 

## Досягнення
«Триглав»
- Друга ліга Словенії
  -  Чемпіон (1): 2016/17